# Jordan Callahan
Jordan Callahan (Atlanta, 21 oktober 1990) is een Amerikaanse basketballer.

## Carrière
Callahan speelde op school voor Tulane University (Tulane Green Wave). Toen hij klaar was met zijn opleiding was hij de student met het hoogste aantal gemaakte driepunters voor de school ooit. In 120 wedstrijden maakte hij 1,269 punten en gaf hij 304 assists. Hij werd niet gekozen in de NBA draft van 2013. In 2013 tekende Callahan een contract met Kotwica Kołobrzeg.
In januari 2014 maakte Callahan een transfer tussen twee Poolse teams. Hij vertrok van Kotwica Kolobrzeg naar KK Włocławek als vervanger van de vertrokken Dusan Katnic, waar hij het seizoen afmaakte. In de zomer van 2014 tekende Callahan een contract met het Belgische team Antwerp Giants. Op 17 november 2014 kwam er voortijdig een einde aan het contract van Callahan bij Antwerp Giants. In 8 wedstrijden in de hoogste Belgische competitie kwam Callahan tot 9,5 punten en 2,6 assists gemiddeld. In de EuroChallenge haalde Callahan 8,0 punten en 4,5 assists. In juli 2015 tekende Callahan een contract met het Duitse team Crailsheim Merlins, dat uitkwam in de Basketball Bundesliga. In het seizoen 2015/16 had Callahan voor Crailsheim gemiddeldes van 11,4 punten en 4,4 assists per wedstrijd. Hier bleef hij het hele seizoen.
Op 21 november 2016 tekende Callahan een contract met het Poolse team Rosa Radom, dat uitkwam in de Basketball Champions League en de hoogste Poolse divisie. De club en Callahan bleken echter geen goede combinatie en op 9 februari 2017 werd naar buiten gebracht dat Callahan na 9 competitiewedstrijden en 8 Basketball Champions League wedstrijden niet langer zou uitkomen voor Rosa Radom. Op 21 februari sloot Callahan een deal met het Russische Parma Basket Perm. In 8 wedstrijden haalde hij hier gemiddeldes van 5,6 punten en 2,6 assists per wedstrijd. Hij speelde daarna in Qatar bij Al-Gharafa.
In 2018, op 10 januari, tekende Callahan bij BK Balkan Botevgrad. Op 19 juli 2018 contracteerde Donar, uitkomend in de Dutch Basketball League, Callahan voor één seizoen. Eind november 2018 is Callahan vrijgesteld van zijn werk na de terugkeer van Lance Jeter bij Donar. Op 1 december 2018 tekende Callahan een contract bij het Griekse Peristeri BC.